# ホウカンチョウ科
ホウカンチョウ科（ホウカンチョウか、Cracidae）は、鳥綱キジ目に属する科。模式属はホウカンチョウ属。

## 分布
北アメリカ大陸、南アメリカ大陸、トリニダード・トバゴ

## 形態
メスよりもオスの方が大型になる種が多い。頭部は小型で、頸部は細長い。尾羽は長くて幅広く、先端が丸みを帯びる（円尾）。翼は短く、丸みを帯びる。
後肢や趾は長い。第1趾もやや長く、第2-4趾と同じ高さに位置する。
卵は大型。殻は白や淡黄色。

## 分類
フランスの始新世の地層から4属9種の化石種が発見され、キジ目内の科でも最も古い。
ニクダレシャクケイ属　Aburria
- Aburria aburri　ニクダレシャクケイ　Wattled guan

ムネアカシャクケイ属　Chamaepetes
- Chamaepetes goudotii　ムネアカシャクケイ　Sickle-winged guan
- Chamaepetes unicolor　クロシャクケイ　Black guan

ホウカンチョウ属　Crax
- Crax alberti　アオコブホウカンチョウ　Blue-billed curassow
- Crax alector　メスグロホウカンチョウ　Black curassow
- Crax blumenbachii　アカハシホウカンチョウ　Red-billed curassow
- Crax alberti　キコブホウカンチョウ　Yellow-knobbed curassow
- Crax fasciolata　ハゲガオホウカンチョウ　Bare-faced curassow
- Crax globulosa　ホオダレホウカンチョウ　Watteled curassow
- Crax rubra　オオホウカンチョウ　Great curassow

　Mitu
- Mitu salvini　サルヴィンホウカンチョウ　Salvin's curassow
- Mitu tomentosum　コチャバラホウカンチョウ　Crestless curassow
- Mitu tuberosa　チャバラホウカンチョウ　Razor-billed curassow

カンムリホウカンチョウ属　Nothocrax
- Nothocrax urumutum　カンムリホウカンチョウ　Nocturnal curassow

ツノシャクケイ属　Oreophasis
- Oreophasis derbianus　ツノシャクケイ　Horned guan

ヒメシャクケイ属　Ortalis
- Ortalis canicollis　アカオヒメシャクケイ　Chaco chachalaca
- Ortalis cinereiceps　ハイガシラヒメシャクケイ　Grey-headed chachalaca
- Ortalis erythroptera　ズアカヒメシャクケイ　Rufous-headed chachalaca
- Ortalis garrula　チャバネヒメシャクケイ　Chestnut-winged chachalaca
- Ortalis leucogastra　シロハラヒメシャクケイ　White-bellied chachalaca
- Ortalis motmot　カワリヒメシャクケイ　Variable chachalaca
- Ortalis poliocephala　ニシヒメシャクケイ　West Mexican chachalaca
- Ortalis ruficauda　ワキアカヒメシャクケイ　Rufous-vented chachalaca
- Ortalis vetula　ムジヒメシャクケイ　Plain chachalaca

　Pauxi
- Pauxi pauxi　カブトホウカンチョウ　Helmeted curassow
- Pauxi unicornis　ミナミカブトホウカンチョウ　Horned curassow

シャクケイ属　Penelope
- Penelope albipennis　ハジロシャクケイ　White-winged guan
- Penelope argyrotis　オビオシャクケイ　Band-tailed guan
- Penelope barbata　ヒゲシャクケイ　Bearded guan（オビオシャクケイやアンデスキャクケイの亜種とする説もあり[2]）
- Penelope barbata　クロビタイシャクケイ　Red-faced guan
- Penelope jacquacu　チャムネシャクケイ　Spix's guan
- Penelope jacucaca　マミジロシャクケイ　White-browed guan
- Penelope marail　マレイルシャクケイ　Marail guan
- Penelope montagnii　アンデスシャクケイ　Andean guan
- Penelope obscura　マシャクケイ　Dusky-legged guan
- Penelope ochrogaster　アカハラシャクケイ　Chestnut-bellied guan
- Penelope ortoni　チャイロシャクケイ　Baudo guan
- Penelope perspicax　アカシャクケイ　Cauca guan
- Penelope pileata　シロガシラシャクケイ　White-crested  guan
- Penelope purpurascens　カンムリシャクケイ　Crested guan
- Penelope superciliaris　チャバネシャクケイ　Rusty-margined guan

クロヒメシャクケイ属　Penelopina
- Penelopina nigra　クロヒメシャクケイ　Highland guan

ナキシャクケイ属　Pipile
- Pipile jacutinga　カオグロナキシャクケイ　Black-fronted piping-guan
- Pipile pipile　ホンナキシャクケイ　Trinidad piping-guan
- Pipile cumanensis　アオノドナキシャクケイ　Blue-throated piping-guan

## 生態
熱帯雨林、河畔林、低木林などに生息する。樹上棲の種が多い。
食性は植物食もしくは植物食傾向の強い雑食で、植物の葉、花、果実、種子、昆虫、両生類、小型哺乳類などを食べる。
繁殖形態は卵生。多くの種で婚姻形態は一夫一妻。主に樹上や茂みの中に木の枝や枯れ葉などを組み合わせた巣を作り、2-4個の卵を産む。メスのみが抱卵する。

## 人間との関係
生息地では食用とされる事もある。
開発や放牧などによる生息地の破壊、食用の乱獲などにより生息数は減少している種もいる。